# Karin Hjelmqvist
Karin Hjelmqvist (även Hildinger), född 26 januari 1886 i Växjö, död 21 februari 1968 i Danderyd, var en svensk teckningslärare, målare, tecknare och illustratör.
Hon var dotter till rektorn Hilding Andersson och Anna Bergenstråhle och från 1910 gift med bibliotekarien Fredrik Hjelmqvist. Efter avlagd teckningslärarexamen vid Tekniska skolan i Stockholm 1907 studerade hon måleri för Vinding Dorph i Köpenhamn. Hennes konst består av porträtt, interiörer och landskap utförda i  olja eller akvarell samt exlibris. Som illustratör illustrerade hon bland annat Bengt Aurelius bok En gammal herrgård.